# الحزب القومي الجديد (فيجي)
كان «الحزب القومي الجديد» حزبًا سياسيًا فيجيًا له قاعدة قومية قوية، يدافع عن أهمية المصالح الفيجية الأصلية والإيمان المسيحي، الذي أعتنقته الغالبية العظمى من سكان فيجي الأصليين ذات القلة نسبيًا من الهنود الفيجيين الذين يمثلون حوالي 38 بالمائة من سكان البلاد. في 1 يونيو 2001، تم تسجيل الحزب، المنشق عن حزب فانوا تاكو لافو القومي، وادعى أنه وريث حزب فيجي الوطني التابع للسياسي الراحل ساكيسي بوتادروكا.
في إعلان مفاجئ في 20 يناير 2006، أعلن الحزب أنه يتخلى عن مطالبته بإعادة الهنود الفيجيين إلى الهند. رحب رئيس الحزب ساولا تيلاوا، بانضمام المواطنين من أصل هندي إلى الحزب، وبمشاركتهم في الانتخابات المقبلة تحت شعاره - شريطة أن يكونوا مسيحيين. يحتاج المرشحين لتقديم إشارات من مسؤول فيجي وقس محلي لإثبات أنهم قد ولدو من جديد كمسيحيين، لفترة لا تقل عن ثلاث سنوات حسبما صرح تيلاوا لصحيفة فيجي صن.
في يناير 2013، أصدر النظام العسكري لوائح جديدة تحكم تسجيل الأحزاب السياسية، والتي تطلب من جميع الأحزاب أن تضم ما لا يقل عن 5000 عضو. كان على جميع الأطراف القائمة إعادة التسجيل بموجب اللوائح الجديدة. لم يكن الحزب من بين الطرفين اللذين قاما بإعادة التسجيل، ونتيجة لذلك انتهى الأمر وصودرت أصوله للدولة.